# Waté
Waté este o comună din departamentul San-Pedro, regiunea Bas-Sassandra, Coasta de Fildeș.